# بيورن هوفمان
بيورن هوفمان (بالنرويجية البوكمول: Bjørn Hofmann)‏ هو عالم نرويجي، ولد في 20 يوليو 1964.